# Wurfbainia
Wurfbainia es un género de plantas herbáceas de la familia Zingiberaceae. Anteriormente se había colocado como sinónimo de Amomum.

## Distribución
El área de distribución nativa de este género se encuentra en las zonas del Himalaya, el sur de China, Indochina y el oeste y centro de Malesia.

## Taxonomía
El género fue descrito por Paul Dietrich Giseke y publicado en Praelectiones in ordines naturales plantarum 199-206, en 1792.

#### Etimología
Wurfbainia: nombre genérico otorgado en honor de Johann Siegmund Wurffbain (o Wurfbain) (1613 – 1661), siendo uno de los primeros viajeros alemanes de las Indias Orientales del siglo XVII.

## Especies
Comprende 32 especies aceptadas y 2 subespecies:
- Wurfbainia aromatica (Roxb.) Škorničk. y A.D.Poulsen, 2018
- Wurfbainia bicorniculata (K.Schum.) Škorničk. y A.D.Poulsen, 2018
- Wurfbainia biflora (Jack) Škorničk. y A.D.Poulsen, 2018
- Wurfbainia blumeana (Valeton) Škorničk. y A.D.Poulsen, 2018
- Wurfbainia compacta (Sol. ex Maton) Škorničk. y A.D.Poulsen, 2018
- Wurfbainia elegans (Ridl.) Škorničk. y A.D.Poulsen, 2018
- Wurfbainia ellipticarpa Kaewsri, 2022
- Wurfbainia geostachyoides Kaewsri, 2022
- Wurfbainia glabrifolia (Lamxay y M.F.Newman) Škorničk. y A.D.Poulsen, 2018
- Wurfbainia globosa Kaewsri, 2022
- Wurfbainia gracilis (Blume) Škorničk. y A.D.Poulsen, 2018
- Wurfbainia graminea (Wall. ex Baker) Škorničk. y A.D.Poulsen, 2018
- Wurfbainia hedyosma (I.M.Turner) Škorničk. y A.D.Poulsen, 2018
- Wurfbainia longiflora Kaewsri, 2022
- Wurfbainia longiligularis (T.L.Wu) Škorničk. y A.D.Poulsen, 2018
- Wurfbainia micrantha (Ridl.) Škorničk. y A.D.Poulsen, 2018
- Wurfbainia microcarpa (C.F.Liang y D.Fang) Škorničk. y A.D.Poulsen, 2018
- Wurfbainia mindanaensis (Elmer) Škorničk. y A.D.Poulsen, 2018
- Wurfbainia mollis (Ridl.) Škorničk. y A.D.Poulsen, 2018
- Wurfbainia neoaurantiaca (T.L.Wu, K.Larsen y Turland) Škorničk. y A.D.Poulsen, 2018
- Wurfbainia palawanensis (Elmer) Škorničk. y A.D.Poulsen, 2018
- Wurfbainia parviflora Kaewsri, 2022
- Wurfbainia quadratolaminaris (S.Q.Tong) Škorničk. y A.D.Poulsen, 2018
- Wurfbainia rubrofasciata Docot y Domingo, 2022
- Wurfbainia schmidtii (K.Schum.) Škorničk. y A.D.Poulsen, 2018
- Wurfbainia staminidiva (Gobilik, A.Lamb y A.D.Poulsen) Škorničk. y A.D.Poulsen, 2018
- Wurfbainia tenella (Lamxay y M.F.Newman) Škorničk. y A.D.Poulsen, 2018
- Wurfbainia testacea (Ridl.) Škorničk. y A.D.Poulsen, 2018
- Wurfbainia uliginosa (J.Koenig) Giseke, 1792
- Wurfbainia vera (Blackw.) Škorničk. y A.D.Poulsen, 2018
- Wurfbainia villosa (Lour.) Škorničk. y A.D.Poulsen, 2018
  - Wurfbainia villosa var. villosa
  - Wurfbainia villosa var. xanthioides (Wall. ex Baker) Škorničk. y A.D.Poulsen, 2018
- Wurfbainia yingyongii Kaewsri, 2022